# KrAZ–255
A KrAZ–255 6×6-os hajtásképletű szovjet terepjáró tehergépkocsi, melyet 1967-től gyártottak a KrAZ gyárban.

## Változatok
- KrAZ–255B - 7,5 tonna teherbírású teherautó. Sorozatgyártását 1967. augusztus 8-án kezdték.
  - KrAZ–255B1 - teherautó, sorozatgyártása 1979-ben kezdődött.
- KrAZ–255V - nyerges vontató
- KrAZ–255L - 23 tonna teherbírású farönk szállító
  - KrAZ–255L1 - farönk szállító, sorozatgyártását 1980-ban indították
- KrAZ–256 - 12 tonna teherbírású dömper
- ATZ–8,5 - tartálykocsi
- EOV–4421 - katonai markológép

## Üzemeltetők

### Jelenlegi üzemeltetők
- Bulgária
- Észak-Korea
- Lengyelország
- Libanon
- Magyarország
- Szerbia
- Ukrajna

### Korábbi üzemeltetők
- Észtország
- Finnország
- Német Demokratikus Köztársaság
- Szovjetunió

## Fordítás
Ez a szócikk részben vagy egészben  a   KrAZ-255 című angol Wikipédia-szócikk ezen változatának fordításán alapul.  Az eredeti cikk szerkesztőit annak laptörténete sorolja fel. Ez a jelzés csupán a megfogalmazás eredetét és a szerzői jogokat jelzi, nem szolgál a cikkben szereplő információk forrásmegjelöléseként.